# Ann Mui
Ann Mui (chinesisch 梅愛芳 / 梅爱芳, Pinyin Méi Àifāng, Jyutping Mui2 Oi3fong1, * 1959 in Hongkong; † 16. April 2000 ebenda) war eine chinesische Sängerin und Schauspielerin. Sie war die ältere Schwester von Anita Mui. Sie war verheiratet und hatte zwei Söhne.
Mui wurde durch den Film „Police Story 2“ bekannt, in dem sie an der Seite von Jackie Chan 1992 spielte. Ann Mui starb am 16. April 2000 an Gebärmutterhalskrebs.

## Filmografie (Auswahl)
- 1995: Farewell My Dearest
- 1995: Chicken A La Queen
- 1992: Police Story Part II
- 1992: Stagedoor Johnny
- 1989: Burning Ambition
- 1989: The Iceman Cometh
- 1989: They Came To Rob Hong Kong
- 1989: Touch and Go